# Zach Cregger
Zachary Michael "Zach" Cregger, född 1 mars 1981 i Arlington County i Virginia, är en amerikansk skådespelare, komiker, manusförfattare, filmregissör och producent, samt en av grundarna till den numera upplösta komedigruppen The Whitest Kids U' Know. Han har i sitt yrke som skådespelare medverkat i TV-serier som Friends with Benefits, Guys with Kids och Wrecked, samt i filmen Miss March, som han dessutom har regisserat tillsammans med sin The Whitest Kids U' Know-kollega Trevor Moore. Han har också regisserat skräckfilmen Barbarian, som hade biopremiär i september 2022.
Cregger förlovade sig under år 2018 med skådespelerskan och sångerskan Sara Paxton. Paret gifte sig sedan i oktober 2019.

## Filmografi (i urval)

### TV-serier
- 1998 – Uppdrag: mord (TV-serie)
- 2007–2011 – The Whitest Kids U' Know (TV-serie)
- 2011 – Friends with Benefits (TV-serie)
- 2012–2013 – Guys with Kids (TV-serie)
- 2014 – Om en pojke (TV-serie)
- 2015 – The McCarthys (TV-serie)
- 2016–2018 – Wrecked (TV-serie)
- 2019 – Adam Ruins Everything (TV-serie)
- 2019 – Gilla läget (TV-serie)

### Filmer
- 2008 – College
- 2009 – Miss March
- 2014 – Date and Switch
- 2022 – Barbarian
- 2025 – Companion
- 2025 – Weapons